# Sharon Mitchell
Sharon Mitchell, née le 18 janvier 1956 dans le New Jersey, est une actrice et réalisatrice de films pornographiques américaine.

## Biographie
Sharon Mitchell est une "Legends of Porn" (1975-2003).
Son style androgyne la rend populaire dans les films pour hétéro comme dans ceux pour lesbiennes. Elle fait également une carrière dans le genre "Fetish" et "Bondage" ainsi que dans des films impliquant des actrices trans (notamment Jennifer Thomas).
Le 30 mars 1996, elle fut attaquée et violée par un rôdeur. L'homme tente même de la tuer. Cet incident l'encourage à quitter l'industrie du X.
Sharon Mitchell possède un doctorat de "l'Institute for the Advanced Study of Human Sexuality" de San Francisco. En 1998, Mitchell crée l'"Adult Industry Medical Health Care Foundation", une organisation médicale (test, prévention...) pour les travailleurs du sexe.

### Récompenses
- 1982 : CAFA Best Supporting Actress for Blue Jeans (Tied with Lisa De Leeuw)
- 1983 : CAFA Best Actress for Sexcapades
- 1983 : CAFA Best Supporting Actress for Night Hunger
- 1984 : AVN Award Meilleure actrice - Film (Best Actress - Film) pour Sexcapades[3]
- 1999 : AVN Special Achievement Award
- XRCO Hall of Fame
- AVN Hall of Fame
- 1994 : Legends of Erotica[4]

## Filmographie sélective

### Cinéma pornographique
- Golden Age Of She Male Porn 2 (2008)
- Swedish Erotica 73 (new) (2007)
- International Battle of the Superstars (2006)
- Helga Sven: 40+ Bra Buster (2005)
- Lickity Slit (2004)
- 75 Nurse Orgy (1999)
- Violation of Chandler (1998)
- Hellcats (1997)
- Generation Sex 1: The Gallery (1996)
- Compendium (1995)
- Witchcraft 2000: Tales Of Vanya (1994)
- No Man's Land 8 (1993)
- Legends of Porn III (1992)
- Ladies Lovin' Ladies 2 (1991)
- Lick My Lips (1990)
- Girls Who Love Girls 7, 10, 12, 16 & 17 (1989)
- No Man's Land 2 (1988)
- Girl World 1 & 2 (1987)
- Aerobics Girls Club (1986)
- Snake Eyes (1985)
- Surfside Sex (1985)
- Taija: Sizzling Hot (1985)
- Talk Dirty to Me, Part IV (1985)
- The Teacher's Pet (1985)
- Thought You'd Never Ask (1985)
- Wet Dreams (1985)
- With Love, Loni (1985)
- Cagney & Stacey (1984)
- Dirty Blonde (1984)
- Firestorm (1984)
- Hot Ones (1984)
- Passionate Lee (1984)
- The Seduction of Lana Shore (1984)
- Show Your Love (1984)
- Space Virgins (1984)
- Spitfire (1984)
- Stray Cats (1984)
- Throat: 12 Years After (1984)
- Wild in the Sheets (1984)
- Women at Play (1984)
- Nasty Girls (1983)
- Suze's Centerfolds 7 (1983)
- Hot Dreams (1983)
- Midnight Heat (1983)
- Bold Obsession (1983)
- Feels Like Silk (1983)
- Lady Lust (1983)
- Maneaters (1983)
- Never Sleep Alone (1983)
- Night Hunger (1983)
- San Fernando Valley Girls (1983)
- Sexcapades (1983)
- Smoker (1983)
- Sulka's Wedding (1983)
- Suzie Superstar (1983)
- Maniac (1980) .... Nurse #2
- Skin-Flicks (1978)
- Carnal Games (1978)
- Dial 'P' for Pleasure (1978)
- Doogan's Woman (1978)
- Intimate Desires (1978)
- Dirty Lily (1977)
- Joy (1977)

### Cinéma classique
- 1980 : Maniac de William Lustig
- 1986 : Paiement cash (52 Pick-Up)
- 1998 : L'Ultime Verdict (Final Justice)
- 1998 : Un choix difficile (Fifteen and Pregnant)
- 1998 : Kings in Grass Castles de John Woods
- 1998 : Insoupçonnable vérité (A Change of Heart) d'Arvin Brown